# Dennis Cyplenkov
Denis Cyplenkov (Денис Иванович Цыпленков), né le 10 mars 1982 à Krivoï Rog (Ukraine, est un athlète compétiteur de bras de fer sportif professionnel.

## Biographie
Il a commencé les sports de force depuis 1993 avec le kettelbell. Puis il s'est mis au bras de fer sportif en 1996 à l'âge de 14 ans. À partir de 2008, il se concentrera exclusivement sur les compétitions professionnelles. Sa notoriété dépasse les frontières du sport notamment pour son physique. Mesurant 1,86 mètre, il pesait au meilleur de sa forme 140 kg, avec un tour de bras de 64 cm et un tour de poignet de 24 cmMais le plus frappant ce sont ses énormes mains avec des doigts très épais. Dans une vidéo populaire on le voit briser des noix avec une facilité déconcertante.
En 2018, il devait rencontrer Andrey Pushkar en bras droit pour la Pal #50. Pushkar est décédé dans un accident de voiture en Ukraine sur le chemin de l'aéroport. Le tournoi a été maintenu en son honneur et Cyplenkov a offert la ceinture de champion à la famille du défunt.
En mars 2019, alors qu'il devait participer à la première édition du Top 8, Cyplenkov a du être hospitalisé à cause de problèmes rénaux. Sa carrière de ferriste est depuis lors suspendue. Il a recommencé à s'entraîner en 2020[réf. nécessaire].

## Tournoi
Au cours de sa carrière, Denis Tsyplenkov s'est exclusivement consacré à des tournois professionnel,.
|                |               | 2008   | 2008   | 2009   | 2009   | 2010   | 2010   | 2011   | 2011   | 2012   | 2012   | 2013   | 2013   | 2014 | 2014 |
| Gauche         | Droite        | Gauche | Droite | Gauche | Droite | Gauche | Droite | Gauche | Droite | Gauche | Droite | Gauche | Droite |      |      |
| -------------- | ------------- | ------ | ------ | ------ | ------ | ------ | ------ | ------ | ------ | ------ | ------ | ------ | ------ | ---- | ---- |
| Zloty Tur      | +95 kg        | 1er    | 1er    | 1er    | 1er    | 1er    | 1er    | 1er    | 1er    |        |        | 1er    | 1er    |      |      |
| Zloty Tur      | Open          | 1er    | 2e     | 1er    |        | 1er    | 1er    | 2e     | 1er    |        |        | 1er    |        |      |      |
| A1 Russian     | Absolute Open |        |        |        |        |        |        |        |        | 1er    | 1er    | 1er    | 1er    | 1er  | 2e   |
| Arnold classic | +90 kg        |        |        |        |        |        |        |        | 1er    |        |        |        |        |      |      |

## Vendetta
- 2006 : victoire 6-0 contre Andrey Pushkar
- 2008 : victoire 6-0 contre Andrey Pushkar
- 2009 : défaite 1-5 contre John Brzenk
- 2012 : défaite 2-3 contre Arsen Liliev
- 2013 : victoire 3-0 contre Arsen Liliev
- 2014 : victoire 3-0 contra Dave Chaffe
- 2016 : victoire 4-2 contre Mikaël Todd
- 2018 : victoire 6-0 contre Devon Larratt
- 2023 : victoire 6-0 contre John Brzenk

## Record
Cyplenkov n'est pas seulement ferriste, il pratique aussi le power lifting et le strong man[Quoi ?]. Il détient depuis 2015 le record de strict curl[Quoi ?] avec une barre à 113 kg lors d'une compétition de la World RAW Powerlifting Federation,,